# Lasurne

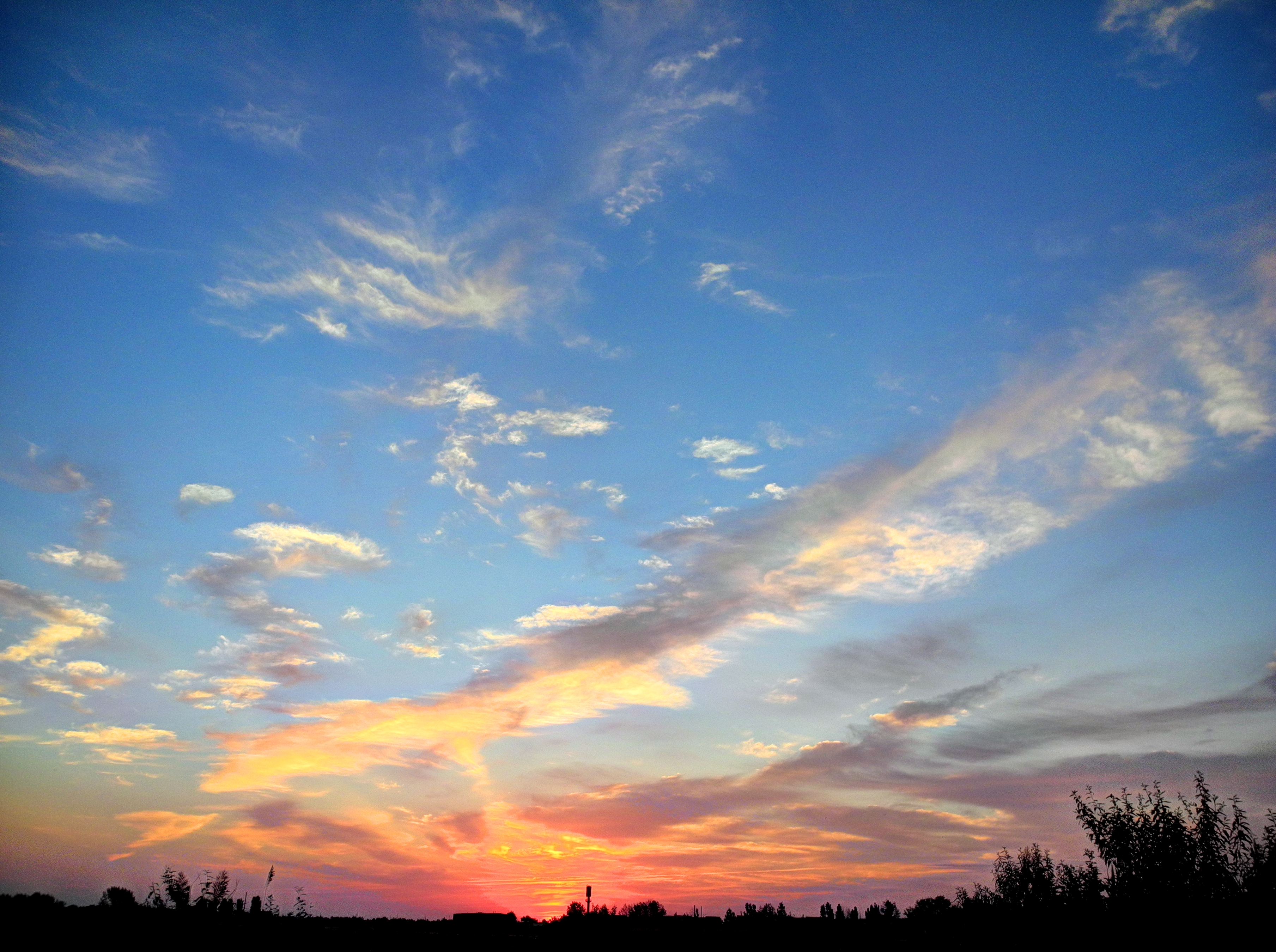
Sonnenuntergang über Lasurne

Lasurne (ukrainisch Лазурне; russisch Лазурное Lasurnoje) ist eine am Schwarzen Meer gelegene Siedlung städtischen Typs im Süden der ukrainischen Oblast Cherson mit etwa 3100 Einwohnern.

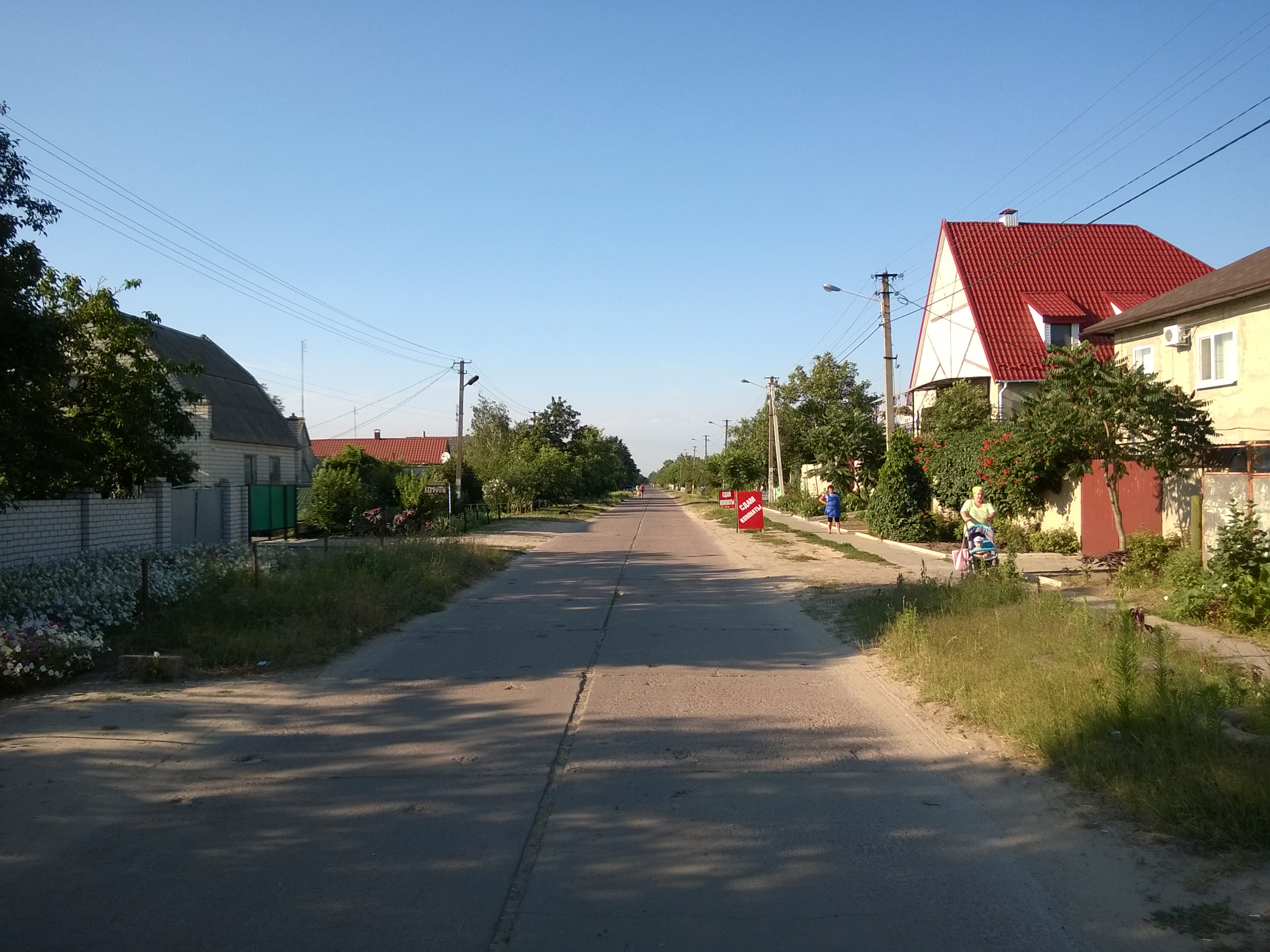
Hauptstraße im Ort

Die 1920 gegründete Siedlung besitzt seit 1975 den Status einer Siedlung städtischen Typs, sie liegt 32 km westlich vom Rajonzentrum Skadowsk am Beginn der Karkinitska-Bucht und der Nehrung zur Insel Dscharylhatsch. Die Oblasthauptstadt Cherson liegt etwa 100 km nördlich des Dorfes.

## Verwaltungsgliederung
Am 12. Juni 2020 wurde die Siedlung zum Zentrum der neugegründeten Siedlungsgemeinde Lasurne (ukrainisch Лазурненська селищна громада/Lasurnenska selyschtschna hromada), zu dieser zählten auch noch die 6 in der untenstehenden Tabelle aufgelistetenen Dörfer, bis dahin bildete sie die gleichnamige Siedlungsratsgemeinde Lasurne (Лазурненська селищна рада/Lasurnenska selyschtschna rada) im Südwesten des Rajons Skadowsk.
Seit dem 17. Juli 2020 ist sie ein Teil des Rajons Skadowsk.
Folgende Orte sind neben dem Hauptort Lasurne Teil der Gemeinde:
| Name                     | Name          | Name                             |
| ukrainisch transkribiert | ukrainisch    | russisch                         |
| ------------------------ | ------------- | -------------------------------- |
| Kalyniwka                | Калинівка     | Калиновка (Kalinowka)            |
| Lymanske                 | Лиманське     | Лиманское (Limanskoje)           |
| Noworossijske            | Новоросійське | Новороссийское (Noworossijskoje) |
| Nowosofijiwka            | Новософіївка  | Новософиевка (Nowosofijewka)     |
| Petriwka                 | Петрівка      | Петровка (Petrowka)              |
| Wolodymyriwka            | Володимирівка | Владимировка (Wladimirowka)      |